# 역사적 타협
역사적 타협(이탈리아어: Compromesso storico)은 1970년대에 기독교민주당의 알도 모로와 이탈리아 공산당의 엔리코 베를링구에르가 당내 지지세력을 통해 연정을 구성하려 한 시도이다.
이 시도는 1973년 칠레에서 일어난 쿠데타로 인해 살바도르 아옌데 대통령이 실각된 모습을 본 베를링구에르가 단순한 공산당의 정권 교체로는 개혁을 할 수 없음을 깨닫고 전개한 결과였다. 그러나 1978년 모로가 붉은 여단에 납치되면서 사실상 종료되었다. 1980년에 베를링구에르는 역사적 타협을 끝났음을 선언했다.

## 같이 보기
- 대연정 (독일)
- 납의 시대